# Lithophyllon spinifer
Lithophyllon spinifer is een rifkoralensoort uit de familie van de Fungiidae. De wetenschappelijke naam van de soort is voor het eerst geldig gepubliceerd in 1987 door Claereboudt & Hoeksema.